# ゴヤ (貨物船)

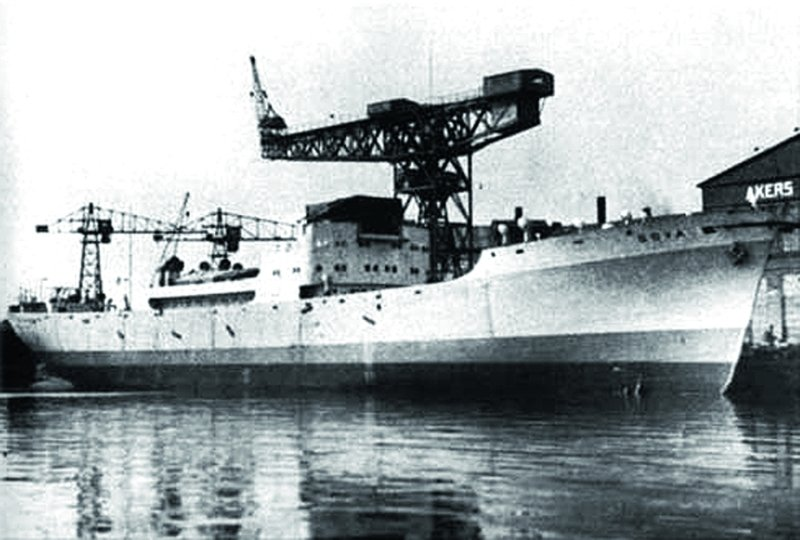
竣工直前の「ゴヤ」

ゴヤ（Goya）は、ノルウェーの貨物船。J・ルートヴィヒ・モウィンケルス・レデリ社向けに建造され1940年に竣工し、フランシスコ・デ・ゴヤに因んで命名された。ノルウェー侵攻（ヴェーザー演習作戦）後、ドイツに接収されドイツ海軍で軍隊輸送船として運用された。
第二次世界大戦末期ごろ、バルト海沿岸のドイツ領の孤立地帯からドイツの軍人および民間人を避難させるハンニバル作戦に参加した。1945年4月16日、難民やドイツ国防軍の兵士を満載して航行中、ソ連の潜水艦「L-3」の雷撃により沈没した。
乗客乗員約6,700人のうち、生存者は183人だけであった。「ゴヤ」の沈没は同大戦で発生した海難事故の中で多くの死者を出した事件の1つであり、史上最悪の海難事故の1つでもある。

## 来歴

### 初期
「ゴヤ」は1940年にオスロのアケルス・メカニスケ・ヴェルクステッドの造船所で貨物船として建造された。全長は146m、幅は17.4m、容積は5,230GRTであり、最大速力は18ノットであった。ドイツによるノルウェー占領後、ドイツに接収され1942年にドイツのUボートへの補助輸送船として改装された。1943年に母艦になったが、その翌年にメーメル（現在のクライペダ）に移され第24潜水隊群の雷撃訓練で標的艦として使用された。
1945年のハンニバル作戦中、「ゴヤ」は避難船およびドイツ国防軍の軍隊輸送船として使用され、バルト海東部と南部から西へ人々を運んだ。船長はプリュンネッケであった。一般通念に反して、「ゴヤ」は病院船ではなく一般的な兵隊輸送船であった。

### 沈没
1945年4月16日、「ゴヤ」はグディニャを出港しヘル半島を迂回してバルト海を横断しドイツ西部に向かった。掃海艇2隻が「ゴヤ」と小型船2隻（「クローネンフェルス」と蒸気タグボート）からなる船団を護衛していた。「ゴヤ」は撤退するドイツ軍の兵士や赤軍から逃げる民間人を定員以上乗せており、そのうち200人は第25戦車連隊（第7装甲師団所属）の隊員であった。
出港から4時間後、ヘル半島の最南端付近でソ連の爆撃機による攻撃を受けた。「ゴヤ」に爆弾が1発命中したが小破で済んだ。ヘル半島を通過し船団がダンツィヒ湾に出たところ、リクスヘフト岬（ロゼヴィア岬）の南沖数マイルで魚雷を搭載したソ連の機雷敷設潜水艦「L-3」に発見された。「ゴヤ」は潜水艦よりも速く航行できたが、「クローネンフェルス」のエンジンが故障したため船団は減速した。修理するにはエンジンを停止させる必要があり、修理に20分を要した。23時52分ごろ、「L-3」の艦長ウラジーミル・コノヴァロフは4本の魚雷を発射するよう命じた。2本の魚雷が「ゴヤ」の船首と船体中央部に命中した。船体中央部で爆発が発生し船体が2つに折れ、4分もしないうちに、真夜中を過ぎたころに沈没した。

### 死傷者
「ゴヤ」は貨物船として建造されたため、客船や本来の軍隊輸送船のような安全対策が講じられておらず、水深約76mに沈没した。4分もしないうちに沈没したため、ほとんどの乗客は船とともに沈むか凍てつくバルト海で凍死するかした。
正確な死者数は判明していない。乗客数は6,000人以上や、6,700人、7,200人など文献によって異なる。混沌とした状況で撤退する兵士と避難する民間人が乗船し、多くの場合、東プロイセンのドイツ領の飛び地や占領下のポーランドを出る船は所狭しと人があふれていたため正確な数は分からない。いずれにせよ、死者数は6,000人以上であり、「ヴィルヘルム・グストロフ」沈没事故に次ぐ規模である。
生存者数も同様である。たいてい生存者は182人（兵士176人、民間人4人）で、その後まもなく9人が死亡したとされる。しかし、172人や183人とする文献もある。

### 残骸の発見
残骸の位置はしばらく分からなかったが、ポーランド海軍の地図には「Wreck No. 88」と記してあった。2002年8月26日、3人のポーランド人のテクニカルダイバーが残骸を発見し、コンパスを回収した。
「ゴヤ」の沈没からちょうど58年後の2003年4月16日、3Dソナーを用いた国際遠征で残骸が発見された。
残骸はバルト海の水深76mにあり非常に良い状態であったが、網に覆われていた。生存者は花輪を海に捧げ、犠牲者を追悼した。
発見後まもなく、グディニャのポーランド海事局が残骸を戦争墓地とすると公式に宣言した。2006年、ポモージェ県の公式官報で決定が公表され、残骸の500メートル以内に近づくことが法律で禁止された。